# Dylan van Baarle
Dylan van Baarle, född den 21 maj 1992 i Voorburg, är en nederländsk professionell landsvägscyklist som tävlar för Visma–Lease a Bike.

## Meriter
2014
 Vinnare totalt i Tour of Britain
2015
3:a i Dwars door Vlaanderen
5:a totalt i Bayern–Rundfahrt
 Vinnare av ungdomstävlingen
8:a totalt i Tour of Britain
2016
5:a totalt i Tour of Britain
5:a i Trofeo Pollenca–Port de Andratx
6:a i Flandern runt
2017
4:a i Flandern runt
8:a i Dwars door Vlaanderen
9:a i E3 Harelbeke
2018
 Vinnare av tempoloppet i nederländska mästerskapen
Vinnare av etapp 3 (lagtempolopp) i Critérium du Dauphiné
5:a totalt i BinckBank Tour
10:a i tempolopp vid EM.
2019
 Vinnare totalt i Herald Sun Tour
Vinnare av etapp 8 i Critérium du Dauphiné
3:a i tempoloppet i nederländska mästerskapen
6:a totalt i Settimana Internazionale di Coppi e Bartali
2020
5:a totalt i Tour Down Under
5:a i Cadel Evans Great Ocean Road Race
8:a i Flandern runt
2021
Vinnare av Dwars door Vlaanderen
 2:a i linjelopp vid VM
7:a i E3 Saxo Bank Classic
8:a i Gent–Wevelgem
10:a i Flandern runt
2022
Vinnare av Paris–Roubaix
2:a i Flandern runt
8:a i E3 Saxo Bank Classic
10:a totalt i Volta ao Algarve
2023
 Vinnare av linjeloppet i nederländska mästerskapen
Vinnare av Omloop Het Nieuwsblad